# Шхеры Минина

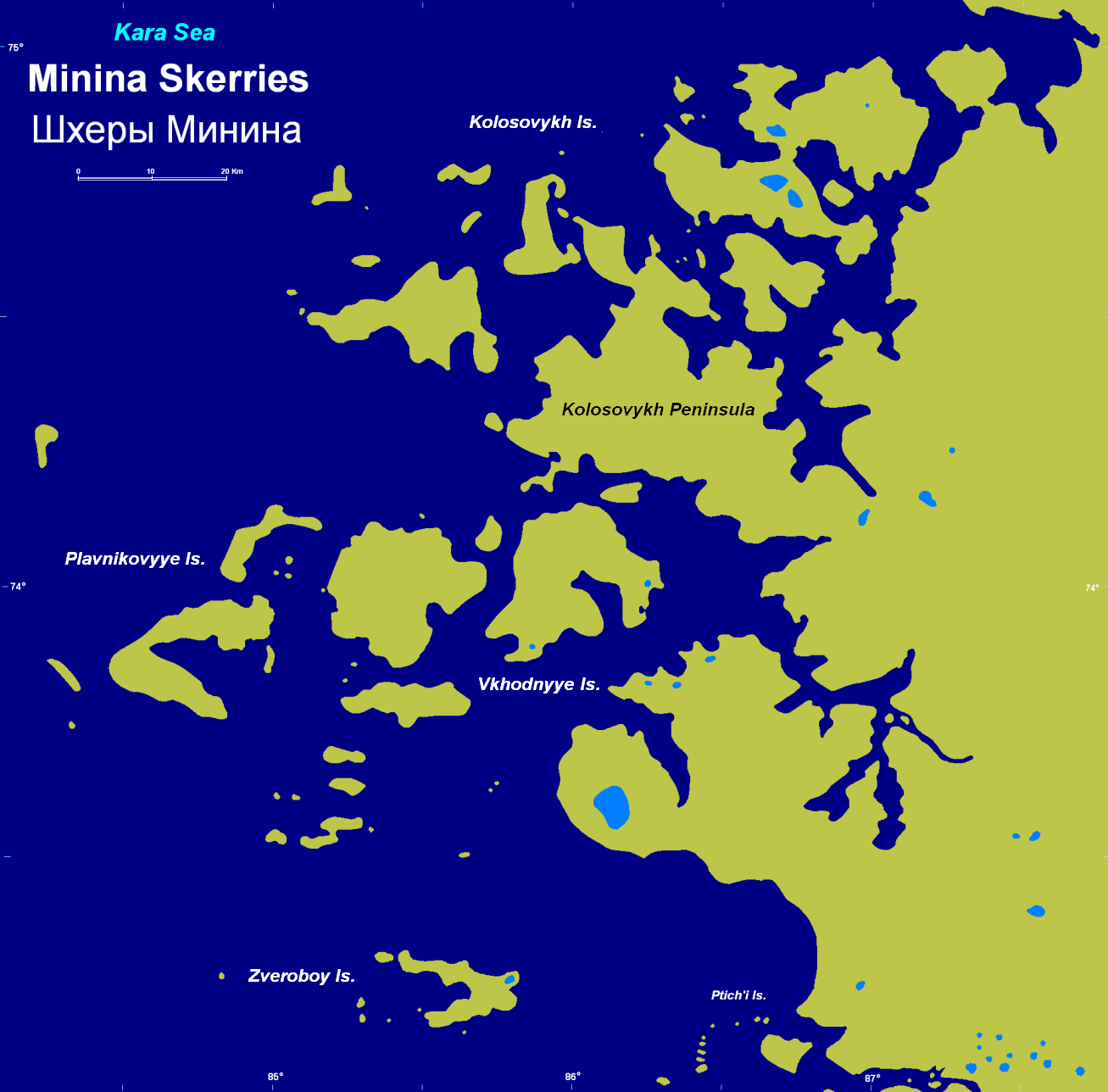
Береговая линия острова Колосовых и шхер Минина

Шхеры Минина — архипелаг небольших островов в Карском море у побережья полуострова Таймыр недалеко от устья реки Пясины. Названы в честь штурмана Фёдора Минина, начальника Обь-Енисейского отряда Великой Северной экспедиции, который совместно с подштурманом Дмитрием Стерлеговым открыл и описал их в 1740 году. Сам Минин назвал группу островов «Каменные».
Административно территория островов относится к Таймырскому району Красноярского края. Покрыты арктическими тундрами различных типов, уникальными арктическими экосистемами.
Входят в ООПТ заповедник «Большой Арктический», созданный в 1993 году.
Расположенный в шхерах Минина мыс Быковского назван по фамилии механика шхуны «Геркулес» Фёдора Быковского, погибшего вместе с другими членами экспедиции Владимира Русанова в 1913 году.
Расположенный в шхерах Минина остров Вардроппера открыт в 1893 году экспедицией на судне «Фрам» под руководством Фритьофа Нансена, тогда же назван по фамилии обского промышленника Эдуарда Робертовича Вардроппера (1847 — ок. 1920), оказавшего помощь в поставке экспедиции ездовых собак.
Бухта Катерная названа в 1955 году, причиной наименования послужила находка корпуса катера «Рыбак», выброшенного штормом на берег бухты в 1951 году.
Расположенный на полуострове Минина мыс Киселёва назван по фамилии матроса бота «Оби Почталион» Петра Семёновича Киселёва (1696 — после 1742), участвовавшего в исследованиях этого района.

## Состав
- Остров Колосовых
- Остров Попова-Чукчина
- Цыганюк
- Большой
- Нерпичий
- Входные
Приглубный
Остров Емельянова
- Торосовый
- Циркуль
- Острова Чельмана
Диабазовый
Длинный
- Мысовый
- Плоский
- Олений
- Скалистый